# Sphegigaster pedunculiventris
Sphegigaster pedunculiventris är en stekelart som först beskrevs av Maximilian Spinola 1808.  Sphegigaster pedunculiventris ingår i släktet Sphegigaster och familjen puppglanssteklar. Arten är reproducerande i Sverige. Inga underarter finns listade i Catalogue of Life.